# フモトシダ属

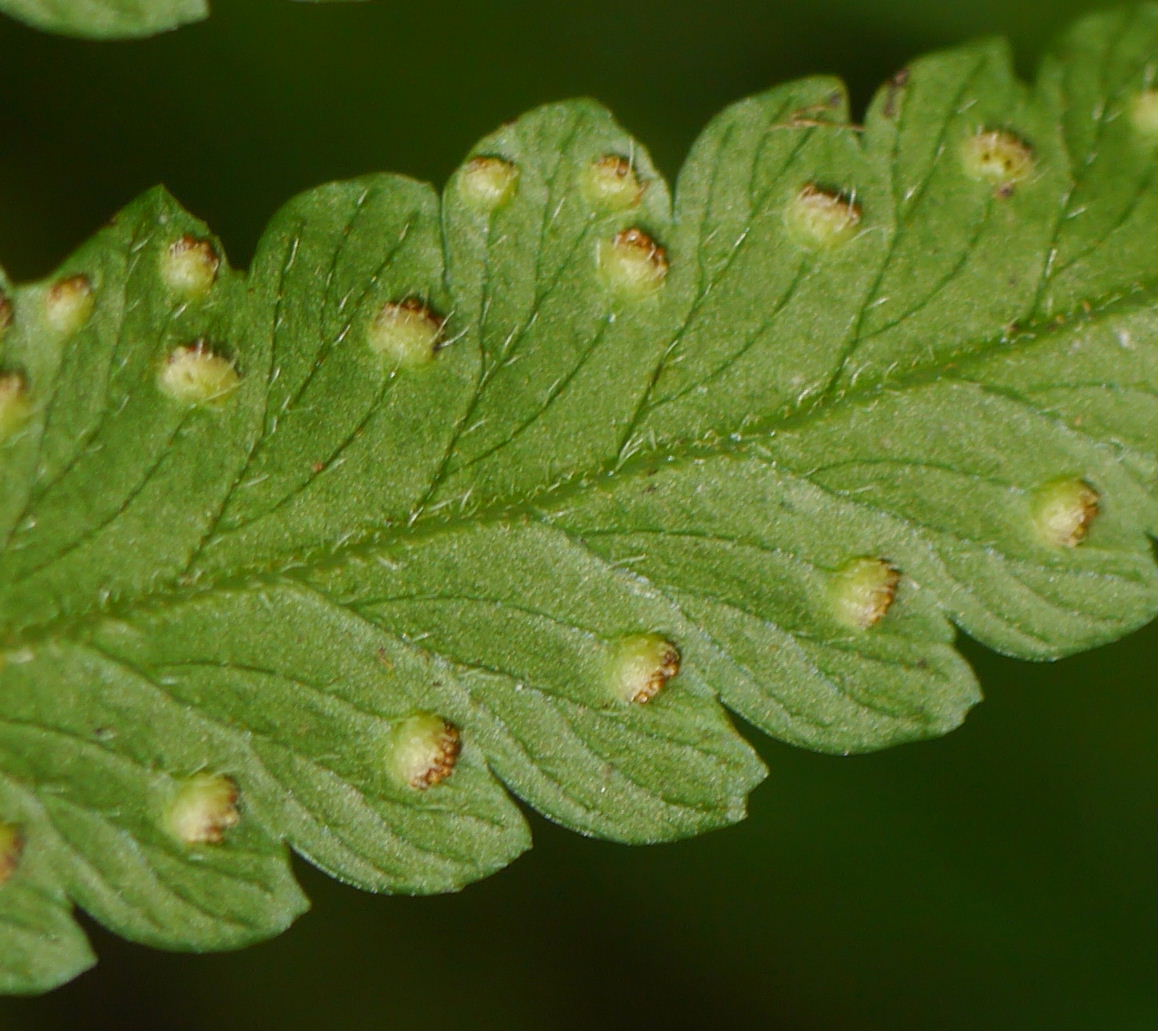
フモトシダの胞子嚢群

フモトシダ属 Microlepia は、コバノイシカグマ科に含まれるシダ植物の分類群。葉裏にある胞子嚢群が包膜で覆われるが、それがポケット状になっているのが特徴。

## 特徴
常緑性で、中型から大型のシダ植物。根茎は横に這い、腹背の区別があり、短い毛に覆われる。葉は有毛で、軸の表面に溝がある。葉身は単羽状のものもあるが、より細かく切れ込むのが普通。羽片の塾は主軸の側に流れ込む溝がある。葉脈は遊離し、網を作らない。
胞子嚢群は葉脈の端に1個ずつ生じ、その位置は裏面の、葉の縁よりやや内側になる。形はほぼ円形で、包膜に覆われる。包膜はその基部と、それに左右の部分が葉の裏面と融合し、先端側で口を開くので、その形はポケット形となる。

## 分布と種
旧世界の熱帯域に分布し、約50種がある。オオイシカグマだけは新熱帯域まで分布がある。日本には以下の8種が知られている。なお、ヤンバルフモトシダは側羽片の基部上側が突き出て耳状になるなどの特徴が他のものとは異なることからヤンバルフモトシダ属 Scypholepia とする説がある。その場合、この属は本種のみが含まれる単形属である。
- Microlepia　フモトシダ属
  - M. hookeriana　ヤンバルフモトシダ
  - M. izu-penisulae　オドリコカグマ
  - M. marginata　フモトシダ
  - M. obutusiloba　コウシュンシダ
  - M. pseudo-strigosa　フモトカグマ
  - M. speluncae　オオイシカグマ
  - M. strigosa　イシカグマ
  - M. substrigosa　ウスバイシカグマ

## 類似の属
コバノイシカグマ属 Dennstaedtia は多くの点で似ている。胞子嚢群が基部と左右が葉面と癒合した包膜に包まれることでも共通するが、この属では胞子嚢群が葉の縁に付くため、包膜はポケット状ではなく、コップ状になっている。この両属は近縁なものと考えられている。

## 分類体系
古くはイノモトソウ科に含め、そのころはこの科は非常に多くの群を抱えていた。田川(1959)にはこれを区分してコバノイシカグマ科を独立させることについてやや詳しく書かれている。